# لاوری
لاوری یکی از رودخانه‌های بزرگ روستای تیس از توابع شهرستان چابهار استان سیستان و بلوچستان ایران است. این رودخانه در وسط این روستا جریان دارد و از ارتفاعات بلند سر چشمه می‌گیرد.
در طی بارندگی‌های شدید خسارات زیادی را به همراه دارد که از جمله تخریب شدن جاده و مسدود شدن رفت وآمد مردم به جهت واقع بودن در میان روستا مشکلات زیادی را به بار آورده است.
و باغ حاجی علی پارسا در لاوری بزرگ ترین باغ در روستای هست 30 هکتار هستش.